# Anse (Rhône)
Anse ist eine französische Gemeinde mit 8139 Einwohnern (Stand: 1. Januar 2022) im Département Rhône in der Region Auvergne-Rhône-Alpes. Sie gehört zum Arrondissement Villefranche-sur-Saône und ist der Hauptort (frz.: bureau centralisateur) des Kantons Anse. Die Einwohner werden Ansois genannt.

## Lage
Anse liegt im Weinbaugebiet Bourgogne, etwa 25 Kilometer nördlich von Lyon. Hier fließt der Azergues in die Saône. Umgeben wird Anse von den Nachbargemeinden Limas und Villefranche-sur-Saône im Norden, Jassans-Riottier im Nordosten, Saint-Bernard im Osten, Ambérieux im Südosten, Lucenay im Süden, Lachassagne im Südwesten, Theizé im Westen und Pommiers im Nordwesten. 
Durch die Gemeinde führt die Autoroute A6. 
Der Bahnhof von Anse liegt an der Bahnstrecke Paris–Marseille.

## Geschichte
Anse geht zurück auf ein römisches Kastell aus dem 2. Jahrhundert an der Römerstraße von Lyon nach Autun. Die befestigte Anlage hatte den Namen Asa Paulini.

## Bevölkerungsentwicklung
| Jahr                       | 1962 | 1968 | 1975 | 1982 | 1990 | 1999 | 2006 | 2011 |
| Einwohner                  | 2290 | 2630 | 3116 | 3705 | 4458 | 4744 | 4996 | 6251 |
| Quellen: Cassini und INSEE |      |      |      |      |      |      |      |      |

## Partnerschaft
Mit der deutschen Gemeinde Loßburg in Baden-Württemberg besteht eine Partnerschaft. Loßburgs vogtländische Partnergemeinde Hammerbrücke, die mittlerweile in Muldenhammer aufgegangen ist, ist ebenso Partnergemeinde.

## Sehenswürdigkeiten
|  |  |

- Kirche Saint-Pierre, zerstört 1944, als Monument historique eingetragen 1908/1932, 2006 Ersatzbau
- Ruinen eines römischen Kastell aus dem 2. Jahrhundert, Monument historique seit 1935
- Rathaus (Monument historique seit 1908)
- Château des Tours aus dem 13. Jahrhundert, Monument historique seit 1987, heute archäologisches Museum
- Château de la Fontaine aus dem Jahre 1710, Monument historique seit 1912
- Château de Saint-Trys, erbaut Ende des 17. Jahrhunderts, Monument historique wegen seiner Innenausstattung
- Château du Jonchay, nachgewiesen seit 1326, heutiger Bau wurde im 17. Jahrhundert errichtet
- Château des Bassieux